# Václav Penk
Václav Penk (21. září 1838 Votice – 5. ledna 1911 Votice) byl rakouský a český politik, v 2. polovině 19. století poslanec Říšské rady a starosta Votic.

## Biografie
Profesí byl magistr farmacie. Působil jako majitel nemovitostí ve Voticích. Byl okresním starostou ve Voticích. Zasedal v okresní školní radě. Byl delegátem okresní hospodářské záložny a české sekce zemské zemědělské rady. Ve Voticích byl předsedou místní spořitelny. Zastával i post starosty města Votic.
Angažoval se i ve vysoké politice. Působil jako poslanec Říšské rady (celostátního parlamentu Předlitavska), kam usedl v doplňovacích volbách roku 1880 za kurii venkovských obcí v Čechách, obvod Sedlčany, Milevsko, Benešov atd. Slib složil 30. listopadu 1880. Mandát zde obhájil v řádných volbách do Říšské rady roku 1885. Ve volebním období 1879–1885 se uvádí jako Wenzel Penk, starosta, bytem Votice.
Do parlamentu usedl coby kandidát českého státoprávního tábora a na Říšské radě vstoupil do Českého klubu (jednotné parlamentní zastoupení, do kterého se sdružili staročeši, mladočeši, česká konzervativní šlechta a moravští národní poslanci). Sám byl členem staročeské strany. Do Českého klubu vstoupil i po volbách 1885. Za staročechy kandidoval rovněž ve volbách do Říšské rady roku 1891, ale tehdy ho porazil mladočeský kandidát Čestmír Lang.
Byl mu udělen Řád Františka Josefa. Město Votice ho jmenovalo čestným občanem.
Zemřel v lednu 1911.